# استیوی نیکس
استفانی لین «استیوی» نیکس (به انگلیسی: Stephanie Lynn "Stevie" Nicks) (زاده ۲۶ مهٔ ۱۹۴۸) خواننده، ترانه سرا و آهنگساز آمریکایی است که برای همکاری در گروه فلیتوود مک و همچنین فعالیت انفرادی، صدای ویژه، شخصیت و شعر استعاری اش شناخته می‌شود.
نیکس در سال ۱۹۷۵ همراه با لیندزی باکینگهام به فلیت وود مک پیوست. در سال ۱۹۸۱ در حالی که هنوز عضو فلیتوود مک بود، با انتشار آلبوم "Bella Donna" که در جدول بیلبورد ۲۰۰  قرار گرفت و گواهی‌نامه انجمن صنعت ضبط آمریکا را دریافت کرد، فعالیت انفرادی خود را آغاز کرد.
استیوی نیکس توسط رولینگ استون یکی از ۱۰۰ ترانه سرای تمام دوران ها نامیده شده است و همچنین  اولین زنی است که  دو بار به عضویت تالار مشاهیر راک اند رول درآمده است.یک بار به عنوان عضو فلیتوود مک در سال ۱۹۹۸، و یک بار به عنوان هنرمند انفرادی در سال ۲۰۱۹.
وی تا به حال ۸ بار نامزد دریافت جایزه ی گرمی و ۲ بار نامزد دریافت جوایز موسیقی آمریکا به عنوان هنرمند انفرادی شده و جوایز زیادی شامل یک جایزه ی گرمی با فلیتوود مک دریافت کرده است.